# Saltsjöbanan
Saltsjöbanan è una ferrovia suburbana elettrificata a scartamento ridotto del trasporto pubblico di Stoccolma, in Svezia. Ufficialmente è classificata come metrotranvia.
Mette in comunicazione l'importante snodo di Slussen con le periferie sud-orientali della città, arrivando fino a Saltsjöbaden o Solsidan.

## Storia
Nel 1891 venne costituita la Järnvägs AB Stockholm – Saltsjön, società che si occupò della costruzione della ferrovia. Lo scopo era quello di offrire un collegamento rapido per raggiungere la frazione di Saltsjöbaden, che il finanziatore K. A. Wallenberg voleva trasformare in un'esclusiva località balneare. L'inaugurazione della linea avvenne il 1º luglio 1893. Fino al 1910 vennero utilizzate locomotive a vapore, dopodiché ci fu una progressiva elettrificazione.
Dagli inizi del '900 ad oggi, il percorso del Saltsjöbanan è rimasto perlopiù invariato, ad eccezione di piccoli spostamenti come quello avvenuto negli anni '40, quando il capolinea occidentale venne spostato da Stadsgården a Slussen. Il capolinea orientale, invece, che un tempo era situato sulla costa per un comodo trasferimento ai traghetti dell'arcipelago, ora si ferma a circa 200 metri da essa.
A causa dei lavori di costruzione del nuovo Slussen, il segmento tra Henriksdal e Slussen venne temporaneamente chiuso nel 2016, rendendo Henriksdal un capolinea provvisorio da cui partono autobus sostitutivi. La riapertura di questo tratto avverrà a lavori ultimati.
Dal gennaio 2023 alla primavera 2024, inoltre, l'intero Saltsjöbanan è chiuso per via di vari lavori tra cui la costruzione di passing loop presso le stazioni di Fisksätra e Tattby, la ricostruzione di un ponte stradale vicino Sickla e alcune modifiche alla stessa stazione di Sickla in maniera tale che essa possa diventare in futuro un interscambio per i passeggeri con la futura diramazione della linea blu della metropolitana di Stoccolma verso Nacka.

## Percorsi e stazioni
Si estende complessivamente per 18,6 km ed è composto da 18 stazioni dislocate su due linee: quella principale collega Slussen a Saltsjöbaden, mentre l'altra va dalla stazione intermedia di Igelboda fino a Solsidan.
La linea è prevalentemente a binario unico. Ci sono due tratti più lunghi a doppio binario tra Nacka e Saltsjö-Järla e tra Storängen e Saltsjö-Duvnäs, per un totale di 2,5 chilometri. La diramazione che arriva a Solsidan è interamente a binario unico.
In media, al 2019, circa 17.000 persone utilizzavano il Saltsjöbanan durante un normale giorno feriale.
| Linea | Tratta                 | Lunghezza | Fermate |
| ----- | ---------------------- | --------- | ------- |
| L25   | Slussen – Saltsjöbaden | 16 km     | 14      |
| L26   | Igelboda – Solsidan    | 3 km      | 5       |